# Асташов, Леонид Алексеевич
Леонид Алексеевич Асташо́в (21.12.1966 — 24.12.2021) — советский и российский кинорежиссёр, автор документального кино.
За режиссёрскую работу был удостоен премии администрации Воронежской области по журналистике и книгоизданию в номинации «Земля и люди» (2003 год).
За свою профессиональную карьеру снял около 50 документальных фильмов.

## Основные награды
- Лауреат национальной премии в области географии от Русского географического общества «Хрустальный компас» в номинации «Экспедиция года» (2021 г.),
- Лауреат Национальной премии в области путешествий и туризма «Русский путешественник» в номинации «Режиссёр года» (2017 г.),
- Лауреат международного кинофестиваля «Serbian International Monthly Film Carnival» в номинации «Honorable Mention» (2021 г.),
- Лауреат международного кинофестиваля «Drunk International Film Festival» в номинации «Best Travel Film» (2021 г.),
- Лауреат международного кинофестиваля «Travel Film Festival» в номинации «Special Mentiom By The Jury Memberrs» (2021 г.),
- Лауреат Московского медиа-фестиваля патриотической направленности электронных СМИ и телевидения «Родина в сердце» в номинации «Лучший документальный фильм» (2021 г.).

Был награждён памятным знаком Дорпрофжел на Юго-Восточной железной дороге за вклад в развитие профсоюзного движения (2017 г.), дипломом Правительства Приморского края и Приморского краевого отделения «Русского географического общества» — Общества изучения Амурского края за участие в Тихоокеанской историко-географической экспедиции «Морское наследие Приморского края» (2020 г.), благодарственными письмами Национальной академии путешествий и туризма «Русский путешественник» за содействие в организации Международного фестиваля «Русский путешественник» в области путешествий и туризма им. Н. Н. Миклухо-Маклая (2017 г.) и Международного клуба мореплавателей за организацию всемирного флешмоба в честь 500-летия первого кругосветного плавания Фернана Магеллана (2019 г.).